# Sedlo (Střelské Hoštice)
Sedlo je malá vesnice, část obce Střelské Hoštice v okrese Strakonice v Jihočeském kraji. Nachází se asi čtyři kilometry severovýchodně od Střelských Hoštic. Sedlo leží v katastrálním území Sedlo u Horažďovic o rozloze 3,58 km².

## Historie
První písemná zmínka o Sedle pochází z roku 1372, ve kterém vesnice patřila Oldřichovi ze Sedla. Stejný přídomek používal ještě Buzek ze Sedla připomínaný v letech 1399–1407. Ve vsi stávala tvrz, ale roku 1544, kdy si ji Mikuláš Lhotský z Brloha nechal spolu s vesnicí zapsat do obnovených desk zemských, byla už pustá. Později beze zbytku zanikla.

## Obyvatelstvo
| Rok            | 1869 | 1880 | 1890 | 1900 | 1910 | 1921 | 1930 | 1950 | 1961 | 1970 | 1980 | 1991 | 2001 | 2011 | 2021 |
| -------------- | ---- | ---- | ---- | ---- | ---- | ---- | ---- | ---- | ---- | ---- | ---- | ---- | ---- | ---- | ---- |
| Počet obyvatel | 277  | 298  | 273  | 241  | 240  | 248  | 217  | 150  | 137  | 121  | 93   | 67   | 54   | 51   | 56   |
| Počet domů     | 33   | 41   | 44   | 43   | 43   | 43   | 44   | 43   | 35   | 33   | 29   | 40   | 41   | 42   | 41   |

## Obecní správa
Při sčítání lidu v letech 1850–1879 Sedlo bylo osadou obce Střelskohoštická Lhota v okrese Strakonice. V letech 1880–1973 bylo samostatnou obcí, se kterým patřilo nejprve do okresu Strakonice, ale v roce 1950 v okrese Horažďovice a od roku 1960 v okrese Strakonice. Od 1. ledna 1974 je částí obce Střelské Hoštice v okrese Strakonice. V letech 1961–1973 k obci patřila Střelskohoštická Lhota.

## Pamětihodnosti
- Boží muka, směrem na Střelskohoštickou Lhotu (kulturní památka)

## Další fotografie

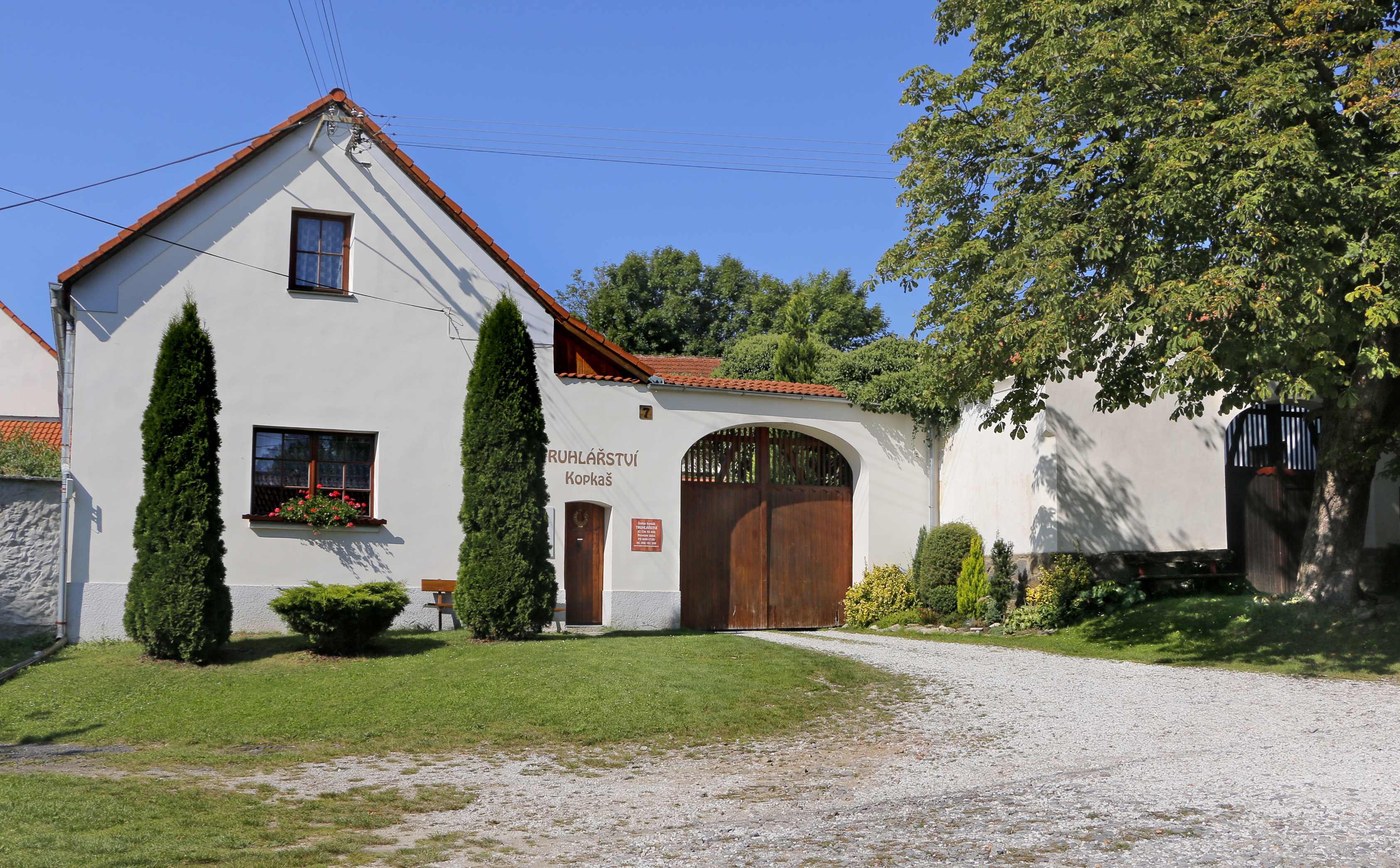
Truhlářství
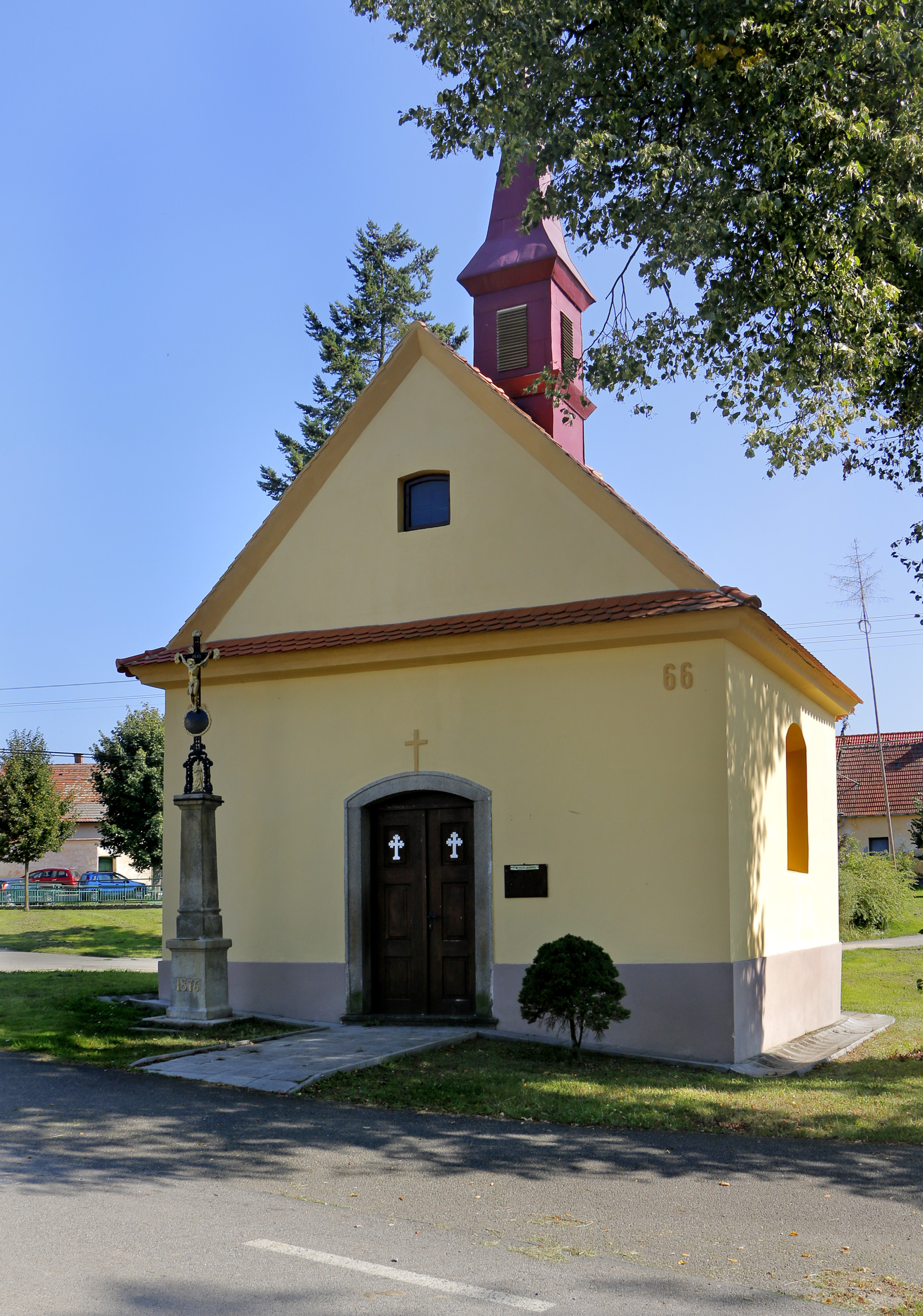
Kaple
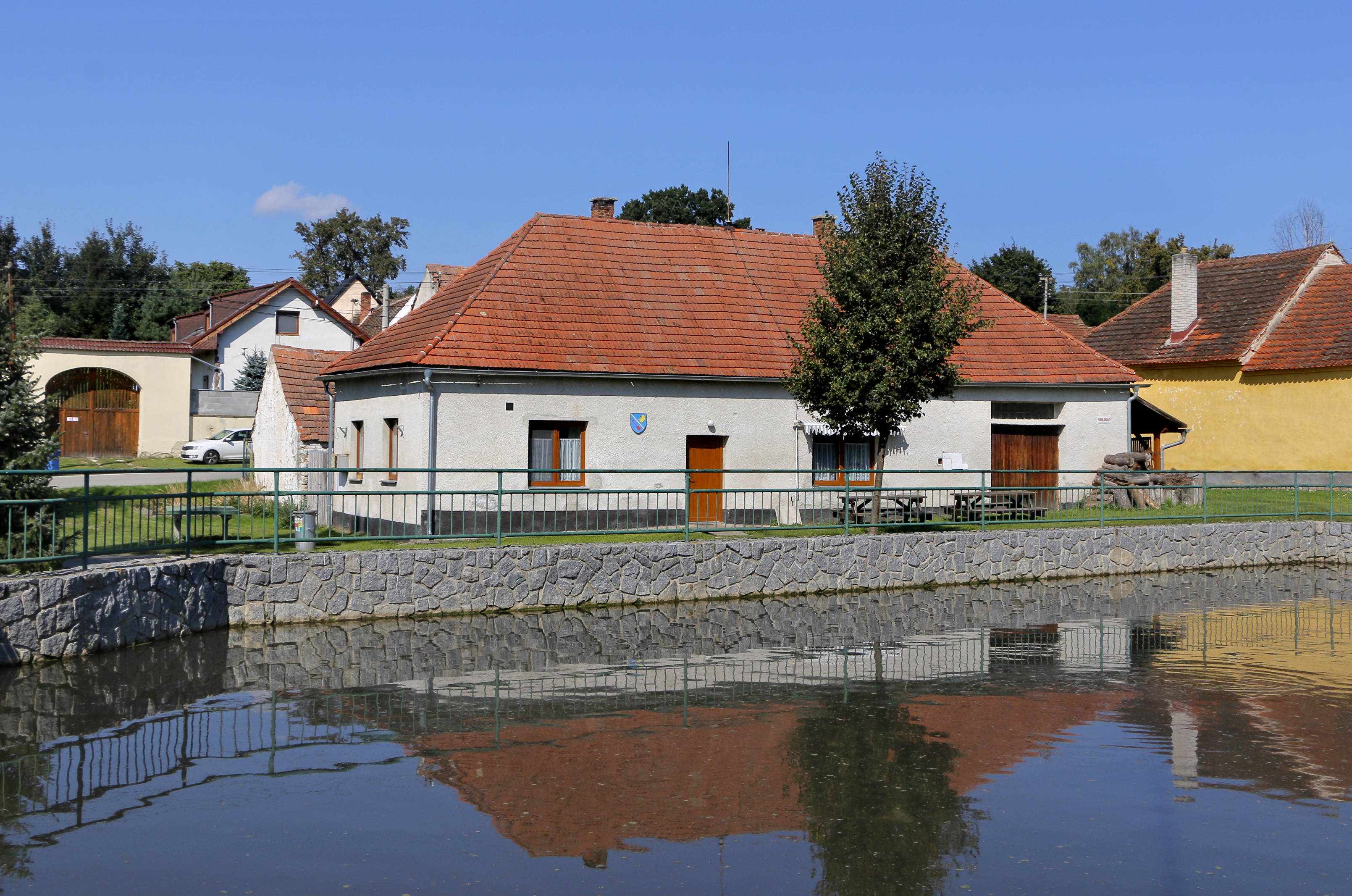
Domky u rybníka